# Jonas Anthoon
Jonas Anthoon (12 september 1998) is een Belgisch voormalig acro-gymnast. 

## Levensloop
Samen met Hannes Garré, Robin Casse en Noam Patel behaalde hij in 2019 zilver op de wereldbeker-manche in het Portugese Maia en brons in de Belgische WB-manche te Puurs. Daarnaast behaalde het kwartet zilver in de balansoefening en brons in de allround-rangschikking op het EK van 2019 in het Israëlische Holon.